# Juin 1908

## Événements
- 2 juin :
  - France : grève du bâtiment. Deux ouvriers grévistes sont tués au cours d’affrontement avec les forces de l’ordre à Draveil;
  - le Danois Jacob Ellehammer effectue le premier vol d'un avion en Allemagne.

- 4 juin : les cendres d'Émile Zola sont transférées au Panthéon de Paris.

- 8 juin :
  - élection générale ontarienne de 1908, les conservateurs de James Whitney gagne une seconde majorité consécutive;
  - élection générale québécoise de 1908. Lomer Gouin (libéral) est réélu Premier ministre du Québec;
  - Alliott Verdon-Roe réalise un vol de 45 m sur son biplan Roe Biplan n° 1. Il ne sera pas reconnu comme 'premier aviateur britannique' en l'absence de témoins officiels.

- 28 juin [1] : empoisonnement de la garnison française de Hanoï par la révolte de Đề Thám au Tonkin.

- 30 juin : le bolide de la Toungouska produit une explosion de 20 mégatonnes (environ mille fois la puissance de la bombe d'Hiroshima) et détruit 2 000 km² de forêts près du lac Baïkal en Sibérie.

## Naissances
- 8 juin : Inah Canabarro Lucas, religieuse brésilienne supercentenaire, doyenne de l'humanité († 30 avril 2025).
- 12 juin : Otto Skorzeny, officier allemand († 6 juillet 1975).
- 13 juin : Maria Elena Vieira da Silva, peintre portugaise († 6 mars 1992).
- 20 juin : Murray Barr, biologiste († 4 mai 1995).
- 25 juin : Willard Van Orman Quine, philosophe américain († 25 décembre 2000).
- 26 juin : Salvador Allende Gossens, homme politique chilien († 11 septembre 1973).
- 28 juin : Hendrik Fayat, homme politique belge († 21 septembre 1997).
- 29 juin : John Hench, peintre officiel de Mickey Mouse († 5 février 2004).

## Décès
- 5 juin : Jef Lambeaux, sculpteur belge (° 14 janvier 1852).
- 8 juin : Nikolaï Rimski-Korsakov, compositeur russe.
- 14 juin : Frederick Stanley, gouverneur général du Canada.
- 23 juin : Kunikida Doppo, écrivain japonais (º 15 juillet 1871).
- 24 juin : Grover Cleveland, ancien président des États-Unis.